# The Chairman
The Chairman  és una pel·lícula d'espionatge estatunidenca dirigida  per J. Lee Thompson, estrenada l'any 1969, amb Gregory Peck.

## Argument
El metge John Hattaway, premi Nobel, és enviat a la Xina comunista pels serveis secrets americans per obtenir del seu amic Soon Li, un savi xinès, la fórmula química d'una enzima revolucionària que permet el cultiu agrícola de qualsevol terra àrida del globus. Per portar a terme la seva missió, Hattaway s'ha deixat implantar sota el crani un minúscul emissor que li permet  quedar  permanentment en contacte amb els seus superiors als Estats Units. El que li  han amagat, és que el petit receptor és igualment proveït d'un mecanisme que pot matar-ho a distància en cas de detenció pels xinesos. Després d'haver entrat a la Xina amb l'ajuda del cap de la seguretat xinesa, es troba cara a cara amb el president Mao, amb qui conversa de les seves concepcions polítiques. Hattaway, Soon Li i la seva filla Soong Chu treballen en la millora de la fórmula. Però els guardies rojos detenen al savi xinès a qui acusen de tebi davant  la revolució cultural.
Soong es suïcida i Hattaway fuig amb la petita llibreta on han consignat els descobriments. Protegit pels blindats russos a la frontera russo-xinesa, l'americà arriba a salvar la seva pell. Però després d'haver-se apoderat de la fórmula, el govern americà decideix guardar el secret.

## Repartiment
- Gregory Peck: John Hathaway
- Anne Heywood: Kay Hanna
- Arthur Hill: Marshal Shelby
- Alan Dobie: Comandant Benson
- Keye Luke: Professor Soon Li
- Ori Levy: Shertov
- Conrad Yama: el Professor
- Zienia Merton: Ting Ling
- Eric Young: Yin
- Burt Kwouk: Chang Shou
- Francesca Tu: Soong Chu
- Simon Cain: un capità